# La Iglesia (Mabegondo)
La Iglesia (llamada oficialmente A Igrexa) es una aldea española situada en la parroquia de Mabegondo, del municipio de Abegondo, en la provincia de La Coruña, Galicia.

## Demografía
| Gráfica de evolución demográfica de La Iglesia entre 1900 y 2018 |
|                                                                  |
| Datos según el nomenclátor publicado por el INE.                 |